# Барчук Олег Олександрович
Барчук Олег Олександрович (11 жовтня 1957, с. Борсуки, Україна) — український правник, громадський діяч. Полковник міліції. Депутат Тернопільської обласної ради 4-го скликання (2002—?).

## Життєпис
Олег Олександрович Барчук народився 11 жовтня 1957 в селі Борсуках Лановецького району Тернопільської області України.
Закінчив Тернопільський філіал Львівського політехнічного інституту (нині Тернопільський національний технічний університет імені Івана Пулюя), Саратовську школу міліції (1983) та юридичний факультет Чернівецького університету. Від 1983 працював на різних посадах в органах МВС СРСР і України.
У 1998—2000 — начальник Заліщицького районного відділення внутрішніх справ. У 2000—2002 — начальник управління Державної автомобільної інспекції в Тернопільській області, у 2002—2003 — заступник начальника УМВС України в Тернопільській області. Від червня 2003 — перший заступник голови Державної податкової адміністрації України в Тернопільській області — начальник управління податкової міліції.
Від 22 червня 2011 до 13 лютого 2014 — голова Заліщицької районної державної адміністрації Тернопільської області.

## Нагороди
- Орден Богдана Хмельницького (1999)[3].